# Marija Rjemjen
 Marija Vitalijivna Rjemjen (Oekraïens: Марія Віталіївна Рємєнь) (2 augustus 1987) is een Oekraïense sprintster die gespecialiseerd is in de 100 en 200 m. In 2010 werd Rjemjen met het Oekraïense team Europees kampioene op de 4 x 100 m estafette, twee jaar later gevolgd door een individuele Europese titel op de 200 m. Ook nam zij tweemaal deel aan de Olympische Spelen en veroverde hierbij één bronzen medaille.

## Biografie

### Goud op EK
Rjemjen nam in 2010 deel aan de EK in Barcelona. Op de 100 m eindigde ze op een vijfde plaats. Op de 4 x 100 m liep Rjemjen met het Oekraïense team naar een gouden medaille in de snelste tijd van het jaar, 42,29 s. Het Oekraïense viertal bestond voorts uit Natalja Pohrebnjak, Olesja Povch en Jelizaveta Bryzhina.
Op de Olympische Spelen van 2012 in Londen nam Marija Rjemjen deel aan de 200 m en de 4 x 100 m estafette. Op de 200 m kwam ze via de halve finale (22,56) in de finale. Daarin eindigde ze op een zevende plaats met een tijd van 22,62. Ook voor de 4 x 100 m estafette plaatste zij zich, samen met Olesja Povch, Hrystyna Stoej en Jelizaveta Bryzhina, voor de finale. Hierin legde het Oekraïense viertal beslag op de derde plaats en verbeterde bij die gelegenheid het nationale record tot 42,04.
Rjemjen bereikte wederom de finale op de 200 m bij de wereldkampioenschappen van Moskou. Ze liep daar 22,84 s, waarmee ze als zevende eindigde, profiterend van de blessure van Allyson Felix die niet finishte. De estafetteploeg was minder succesvol: het Oekraïense team eindigde als derde in hun serie met 43,12 s en kwalificeerde zich niet voor de finale.

### Schorsing
Begin januari 2014 werd Marija Rjemjen bij een dopingcontrole betrapt op het gebruik van het verboden spierversterkende middel methandienone. Op grond hiervan werd zij door de IAAF voor de tijd van twee jaar geschorst, te weten van 3 maart 2014 tot en met 2 maart 2016.

## Titels
- Europees kampioene 200 m - 2012
- Europees kampioene 4 x 100 m - 2010
- Universitair kampioene 4 x 100 m - 2013
- Oekraïens kampioene 200 m – 2009, 2010

## Persoonlijke records
Outdoor
| Afstand | Prestatie | Datum            | Plaats    |
| ------- | --------- | ---------------- | --------- |
| 100 m   | 11,06     | 6 juni 2013      | Yalta     |
| 150 m   | 16,73     | 31 augustus 2013 | Amsterdam |
| 200 m   | 22,58     | 6 augustus 2012  | Londen    |

Indoor
| Afstand | Prestatie | Datum            | Plaats    |
| ------- | --------- | ---------------- | --------- |
| 50 m    | 6,18 (NR) | 14 februari 2012 | Liévin    |
| 60 m    | 7,10      | 3 maart 2013     | Göteborg  |
| 200 m   | 23,71     | 21 januari 2012  | Wolgograd |

## Palmares

### 60 m
- 2011:  EK indoor - 7,15 s
- 2013:  EK indoor - 7,10 s

### 100 m
- 2010: 5e EK – 11,31 s

### 150 m
- 2013:  Flame Games te Amsterdam - 16,73 s

### 200 m
- 2012:  EK - 23,05 s
- 2012: 4e in ½ fin. OS - 22,62 s (in serie 22,56 s)
- 2013: 7e WK - 22,84 s

### 4 x 100 m
- 2010:  EK – 42,29 s (NR)
- 2011:  WK - 42,51 s
- 2012:  OS - 42,04 s (NR)
- 2013:  Universiade - 42,77 s
- 2013: 3e in serie WK - 43,12 s
- 2016: 6e OS - 42,36 s

### Diamond League-podiumplekken
- 2011:  Athletissima 200 m – 22,85 s
- 2012:  DN Galan 200 m – 22,94 s
- 2013:  Bislett Games 100 m – 11,07 s
- 2013:  Athletissima 200 m – 22,61 s
- 2013:  Weltklasse Zürich 200 m – 22,67 s